# Kate Raworth

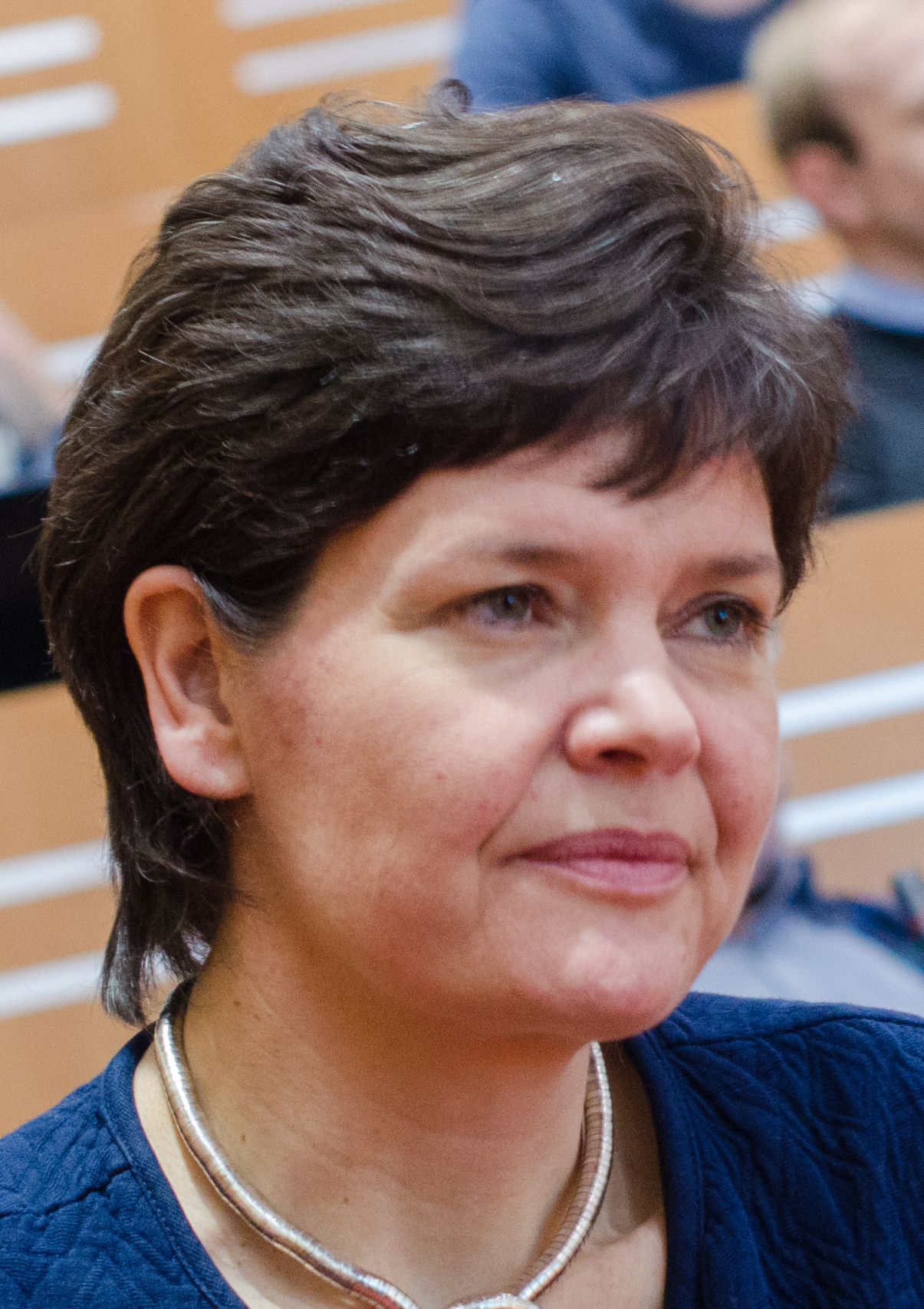
Kate Raworth (2018)

Kate Raworth (* 1970) ist eine britische Wirtschaftswissenschaftlerin, die in Oxford und Cambridge lehrt.

## Leben

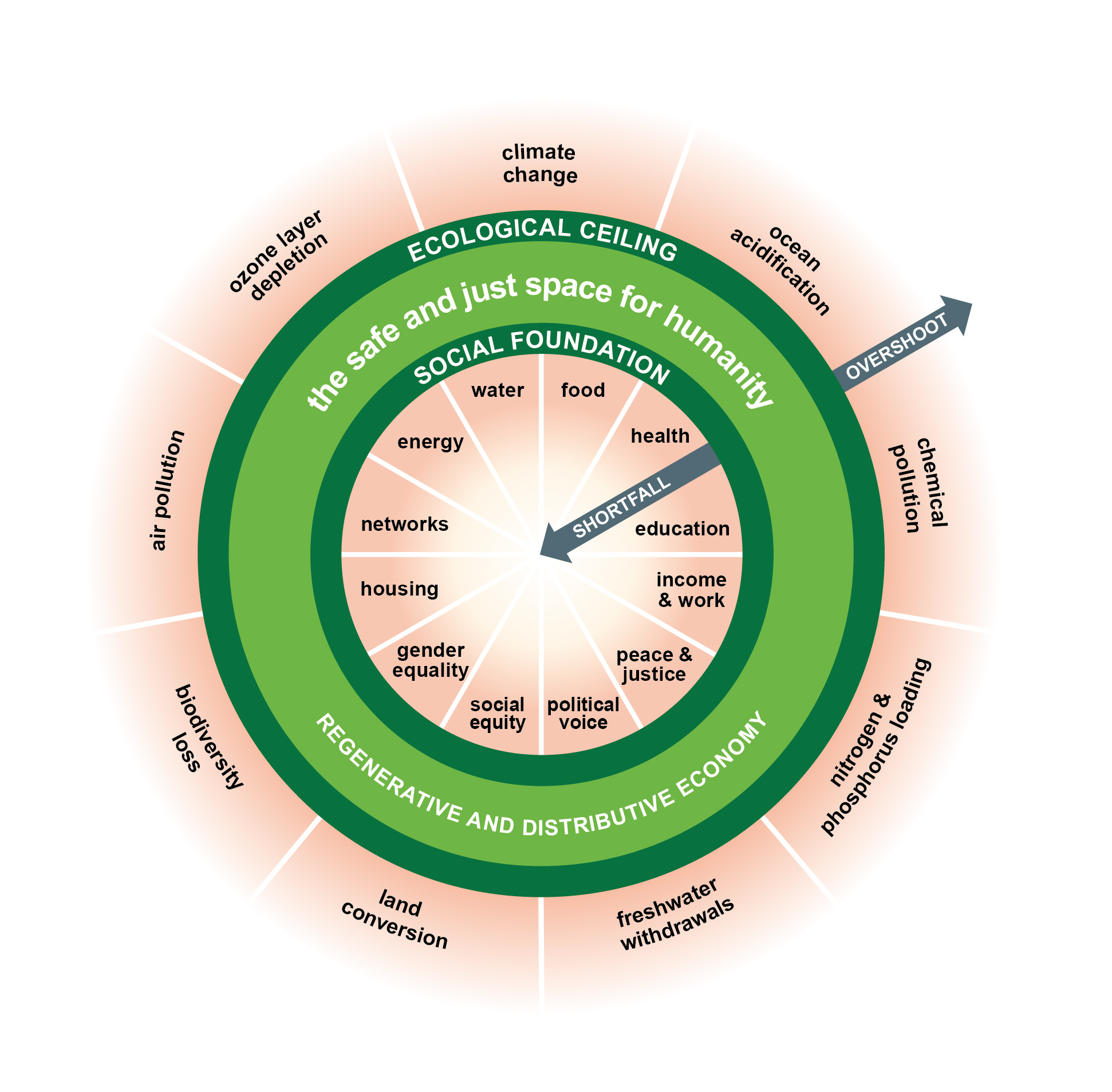
Donut-Modell (2017)

Raworth studierte Wirtschaftswissenschaft in Oxford. Nach 20 Jahren Tätigkeit für die Vereinten Nationen (UN) und Oxfam ist sie derzeit Visiting Research Fellow, Tutor and Advisory Board member des Environmental Change Institute der University of Oxford.
2020 gründete sie das Doughnut Economics Action Lab (DEAL), das die Ideen der Donut-Ökonomie in konkrete Praktiken übertragen soll.

### Donut-Ökonomie
Erstmals in einer am 13. Februar 2012 erschienenen Veröffentlichung erläuterte Raworth die Theorie der Donut-Ökonomie, die fortan ihre wissenschaftliche Arbeit bestimmen sollte. Im Jahr 2017 veröffentlichte sie The Doughnut Economics: Seven Ways to Think Like a 21st-Century Economist, das 2018 als Übersetzung in deutscher Sprache erschien. Bei der Donut-Ökonomie handelt es sich um einen Gegenentwurf zur gängigen Volkswirtschaftslehre, das Bedingungen für eine nachhaltige Wirtschaft formuliert. Zur Orientierung geht sie von einer Grafik aus, die einem Donut-Ring nachgebildet ist, und nachhaltiges Wirtschaften als Sphäre zwischen dem Defizit und einer Überbeanspruchung verschiedener sozialer und ökologischer Faktoren darstellt. Die Idee ist damit eng mit dem Konzept der planetaren Grenzen verbunden.

### Öffentliches Wirken
Raworth beteiligt sich aktiv an der öffentlichen Debatte um Auswege aus der Klimakrise. So ist sie Mitunterzeichnerin eines im Dezember 2018 veröffentlichten offenen Briefes, in welchem der Politik ein Scheitern im Umgang mit der Krise vorgeworfen und dazu aufgerufen wird, sich Bewegungen wie Extinction Rebellion anzuschließen und Konsumverzicht zu üben.
Am 8. April 2020 präsentierte Raworth ein Modell ihrer Ökonomie für einen konkreten Wirtschaftsraum, und zwar für die Stadt Amsterdam unter dem Titel Amsterdam City Doughnut. Das Modell dient der niederländischen Hauptstadt seitdem als Vorlage für eine Neuorientierung in der Stadt- und Wirtschaftsentwicklung – gemäß den Prinzipien der Donut-Ökonomie.
Seit 2018 ist sie außerdem Mitglied im Beirat des ZOE Instituts für zukunftsfähige Ökonomien.
2025 wurde sie und das Doughnut Economics Action Lab im Rahmen der Verleihung des German Design Award 2025 als Personality of the Year ausgezeichnet. In einem Interview bei Preisverleihung betont sie, dass Wirtschaftssysteme und ihre Regeln von Menschen gestaltet werden. Relevante Fragen seien etwa: Was kann bepreist werden? Wie werden Verträge gestaltet? Welche Institutionen existieren? Wer wird als wirtschaftlicher Akteur anerkannt? Wie verlaufen Austauschprozesse? Wirtschaftliche Beziehungen seien heute durch extreme Machtungleichheit geprägt. Es gelte sie für alle Menschen gerechter und nachhaltiger zu gestalten.

### Privates
Raworth ist mit dem australischen Philosophen Roman Krznaric verheiratet.

## Schriften
- Die Donut-Ökonomie. Endlich ein Wirtschaftsmodell, das den Planeten nicht zerstört. Hanser, München 2018, ISBN 978-3-446-25845-7.

## Auszeichnungen
- 2019: Kurt-Rothschild-Preis für Wirtschaftspublizistik des Dr.-Karl-Renner-Instituts für Die Donut-Ökonomie[11]